# Robin Maulun
Robin Maulun, né le 23 novembre 1996 à Pessac en Gironde, est un footballeur français qui évolue au poste de milieu de terrain au SC Sagamihara.

## Biographie

### Carrière en club
Originaire de la Gironde, Maulun évolue dans plusieurs clubs de son département avant d'entrer au centre de formation des Girondins de Bordeaux en 2009.
Maulun débute avec l'équipe réserve en 2012, puis fait ses débuts avec l'effectif professionnel en 2015. En effet, Maulun participe en juillet 2015 à la préparation d'avant-saison sous les rênes de Willy Sagnol, qui lui fait jouer son premier match en pro le 30 juillet 2015 lors d'un match de Ligue Europa, entrant en jeu à la 84e minute d'un match contre les chypriotes de l'AEK Larnaca.
Il foule les pelouses de Ligue 1 pour la première fois lors de la dernière journée du championnat 2015-16, au cours d'une rencontre contre le SM Caen. Mais une blessure à la cheville en plus du départ de Sagnol qui lui faisait confiance empêche finalement Robin Maulun de s'imposer sous le scapulaire (il ne jouera que cinq matchs).
Il part donc en 2017 pour le club de Trélissac FC et y reste une saison, avant de signer pour le club néerlandais du SC Cambuur.
En janvier 2025, Maulun s'engage avec le club japonais du SC Sagamihara, pensionnaire de troisième division.